# 腾格里

“腾格里”在古突厥文中的写法

腾格里（突厥语：𐱅𐰭𐰼𐰃‬ ẗŋr̈y→täŋri、täŋäri或täŋiri；保加利亞語： Tangra；蒙古语： Tngri；達斡爾語：tangar /təŋgər/；哈萨克语：تاڭىر  Тәңір 回鶻語： /tängri/；維吾爾語：تەڭرى tengri），是古代阿尔泰语系一些游牧民族对于天的称呼，是萨满教腾格里信仰的中心神灵。某些人認為漢語的“天”與“騰格里”是同源詞。
“腾格里”一词最早出于匈奴时期，上古汉语作撑犁。匈奴君主单于的全称即为“撑犁孤涂单于”，意为「如天一般廣大的上天之子」。
其后，鲜卑、柔然、突厥以至蒙古等草原民族均继承了腾格里信仰。与突厥同族的敕勒发展出了“苍天”（Koke Tengri）的概念，突厥、回紇时期中古汉语作登里（登曷哩），而蒙古人将蒙哥·腾格里（突厥语是Mangu Tangri，蒙古语是Mongke Tangri，汉语译作长生天）作为最高信仰。在之后，由于受到佛教、印度教等影响，腾格里被加上了各种称呼，分裂成为众多神灵，17世纪后甚至出现了“九十九腾格里”的说法。
今日土耳其语中，“神”一词为自腾格里转化而来的“Tanrı”，其穆斯林信众不但以此词称呼基督教的上帝，甚至还在非正式的场合代替来自阿拉伯语的阿拉之名。在欧洲可萨人与保加尔人、马扎尔人、阿瓦尔人也曾信仰腾格里。德国历史学家弗里茨·霍梅尔（Fritz Hommel）认为该词起源自苏美尔人的“Dingir”，意为“神”或者“明亮的”。

## 与腾格里有关的地名
- 祁连山 “祁连”由中国汉书中的古匈奴语「撐犁」转化而来。（「撐犁」即萨满教神灵“腾格里”）意即“天”
- 腾格里沙漠
- 汗腾格里峰
- 腾格里淖尔（纳木错）
- 騰格里山脈

### 引用
1. ↑  Barbara Kellner-Heinkele; Brigitte Heuer; Elena V. Boykova. . 2006  [2021-06-19]. （原始内容存档于2021-06-29）.
2. ↑  .   [2021-06-19]. （原始内容存档于2021-06-28）.
3. ↑  《汉书·匈奴传》：“匈奴谓天为撑犁。”
4. ↑  《册府元龟·300》：“撑音田庾切。”
5. ↑  《汉书·匈奴传上》單于姓攣鞮氏，其國稱之曰「撐犁孤塗單于」。匈奴謂天為「撐犁」，謂子為「孤塗」，單于者，廣大之貌也，言其象天單于然也。
6. ↑  敕勒歌：“天苍苍，野茫茫”

## 外部連結
- Tengri Teg Tengri Created Türk Bilge Kagan （页面存档备份，存于） (Orkhon Inscriptions)
- Excerpt from Tengrianizm: Religion of Turks and Mongols, by Rafael Bezertinov （页面存档备份，存于） (2000)
- Andrei Vinogradov Ak Jang in the contextof Altai religious tradition (2003)
- Hasan Bülent Paksoy, Tengri on Mars (2010)